# Іст-Ленсдаун (Пенсільванія)
Іст-Ленсдаун (англ. East Lansdowne) — місто (англ. borough) в США, в окрузі Делавер штату Пенсільванія. Населення — 2714 особи (2020).

## Географія
Іст-Ленсдаун розташований за координатами 39°56′38″ пн. ш. 75°15′39″ зх. д. / 39.94389° пн. ш. 75.26083° зх. д. (39.943971, -75.260800).  За даними Бюро перепису населення США в 2010 році місто мало площу 0,53 км², уся площа — суходіл.

## Демографія
Згідно з переписом 2010 року, у селищі мешкало 2668 осіб у 923 домогосподарствах у складі 636 родин. Густота населення становила 4993 особи/км².  Було 1025 помешкань (1918/км²).
Расовий склад населення:
| - 55,8 % — чорних або афроамериканців - 30,5 % — білих - 8,8 % — азіатів - 0,2 % — вихідців з тихоокеанських островів - 0,1 % — корінних американців - 1,3 % — осіб інших рас |

До двох чи більше рас належало 3,1 %. Частка іспаномовних становила 4,3 % від усіх жителів.
За віковим діапазоном населення розподілялося таким чином: 26,9 % — особи молодші 18 років, 65,0 % — особи у віці 18—64 років, 8,1 % — особи у віці 65 років та старші. Медіана віку мешканця становила 34,7 року. На 100 осіб жіночої статі у селищі припадало 98,7 чоловіків;  на 100 жінок у віці від 18 років та старших — 95,0 чоловіків також старших 18 років.
Середній дохід на одне домашнє господарство  становив 74 080 доларів США (медіана — 65 032), а середній дохід на одну сім'ю — 82 421 долар (медіана — 72 500). Медіана доходів становила 31 824 долари для чоловіків та 41 864 долари для жінок. За межею бідності перебувало 10,9 % осіб, у тому числі 7,3 % дітей у віці до 18 років та 29,3 % осіб у віці 65 років та старших.
Цивільне працевлаштоване населення становило 1480 осіб. Основні галузі зайнятості: освіта, охорона здоров'я та соціальна допомога — 35,1 %, роздрібна торгівля — 12,4 %, мистецтво, розваги та відпочинок — 11,1 %.